# هايدكو ميزونو
هايدكو ميزونو (باليابانية: 水野英子؛ بالكانا: みずの ひでこ) هي مانغاكا يابانية، ولدت في 29 أكتوبر 1939 في شيمونوسيكي في اليابان.

## حياتها
ولدت ميزونو في مدينة شيمونوسيكي الساحلية التي تعتاش على صيد الأسماك بمحافظة ياماغوتشي، وكان والدها جنديا في مستعمرة منشوريا اليابانية خارج البلاد خلال الحرب العالمية الثانية، لكنه لم يعد إلى المنزل أبدا بعد حالة الفوضى التي حدثت في نهاية الحرب، ولذلك كبرت ميزونو بدون والدها في منزل عائلة والدتها. ولا حقا توفيت والدتها بينما كانت صغيرة، فاقتصرت عائلتها على جدتها وعمها الوحيد.

## اعمالها
من بين أعمالها الشهيرة المنشورة ’’قيثارة النجوم‘‘ عام 1960 و ’’ترويكا بيضاء‘‘ نشر من عام 1964 إلى عام 1965 وتدور أحداثها حول الثورة الروسية وهو أول دراما تاريخية لشوجو مانغا. حصدت مانغا ’’النار!‘‘ جائزة شوغاكوكان للمانغا لعام 1970 التي تدور احداثها حول عصر موسيقى الروك من أيام الحركة المناهضة لحرب فيتنام واحتجاجات الحقوق المدنية في الولايات المتحدة. وفي عام 2010 فازت بجائزة جمعية رسامي الكاريكاتير اليابانيين وجائزة وزير التعليم عن مجموع أعمالها.

## روابط خارجية
- هايدكو ميزونو على موقع ANN person (الإنجليزية)